# Osiedle Żeromskiego (Starachowice)
Osiedle Żeromskiego – osiedle mieszkaniowe w Starachowicach (jedno z 20 jednostek pomocniczych gminy Starachowice), położone na gruntach należących (w okresie przed połączeniem Wierzbnika i Starachowic - 1939) do Wierzbnika.

## Położenie na mapie miasta
Osiedle  w części środkowo-wschodniej  miasta usytuowane w obrębie ulic : od północy Słonecznej, od wschodu Kościelnej, od zachodu i południa al. Armii Krajowej.
Sąsiaduje od wschodu z osiedlem Młynówka, od północy z osiedlem Skałka od zachodu z osiedlem Skarpa i od południa ze starówką Wierzbnik.

## Charakterystyka zabudowy
Przeważa zabudowa wielorodzinna trwale ukształtowana – powstała w latach 50. i 60. XX w. ulice Kościelna, Sienkiewicza, Reja, Żeromskiego, Kraszewskiego, Kochanowskiego i 70. XX w ulice al. Armii Krajowej, pasaż Leopolda Staffa, południowa cześć ulicy Kościelnej, parzysta strona ulicy Słonecznej.
W obrębie osiedla przyjęto nazewnictwo dróg komunikacyjnych pochodzące od nazwisk pisarzy i poetów polskich.
Zabudowa jednorodzinna (z okresu przedwojennego Wierzbnika) pozostała na ulicach Kościelnej (przejściowo Wincentego Pstrowskiego) i Słonecznej, są to już nieliczne budynki.

## Infrastruktura i usługi
- Szkoły i przychodnie lekarskie położone są w sąsiednich osiedlach.
- Dwie przychodnie stomatologiczne.

- Przychodnia weterynaryjna.
- Biblioteka miejska główna i filialna dla dzieci Kochanowskiego 5 i Żeromskiego 8.
- Liczne sklepy osiedlowe spożywcze i branżowe.
- Apteki na Żeromskiego i Kościelnej.

## Komunikacja
Komunikacja miejska przebiega dwoma głównymi ulicami: 
- Armii Krajowej (droga wojewódzka nr 744) – przystanki po obu stronach ulicy w kierunku Północnym (Bugaj, Urząd Miasta, Szpital Powiatowy) i południowym (Osiedle Południe, Wanacja, 6-go Września- Nowowiejska) linie 5, N,18, 21, 26[3]

oraz
- Kościelną - przystanki po obu stronach ulicy kierunek Boczna, Południowa, Dworzec Zachodni - linie 6, B, 17[3] Drogi poza wojewódzką al. Armii Krajowej są drogami gminnymi publicznymi.